# Veronica krylovii
Veronica krylovii är en grobladsväxtart som beskrevs av Boris Konstantinovich Schischkin. Veronica krylovii ingår i släktet veronikor, och familjen grobladsväxter. Inga underarter finns listade i Catalogue of Life.